# Eleuterio Maisonnave
Eleuterio Maisonnave y Cutayar (Alicante, 6 de septiembre de 1840-Madrid, 5 de mayo de 1890) fue un político español, miembro del Partido Republicano Posibilista. Fue diputado a Cortes, ministro de la Gobernación durante la Primera República y alcalde de Alicante.

## Inicios
Hijo de comerciantes de origen francés establecidos en Alicante después de la Guerra de Independencia, estudió en el seminario de Orihuela y en el Instituto de Alicante, pero finalmente hizo derecho en las universidades de Valencia y Madrid, donde entró en contacto con el liberalismo radical. En 1862 fundó la Sociedad para la Reforma de los Aranceles de Comercio, que reclamaba una política librecambista que beneficiaba a los burgueses de Alicante. En 1864 fundó el Círculo de Artesanos, sociedad cultural y recreativa para los trabajadores desde los que propagaba el ideario del Partido Democrático, al que se había unido en 1863. También dirigía la revista demócrata y liberal Fígaro, a la vez que colaboraba en El Eco de Alicante.

## Actividad política
Apoyó a la insurrección de 22 de junio de 1866 en el cuartel de San Gil. Después de participar en la barricada ante el Teatro Principal durante las jornadas de la Revolución de 1868 fue nombrado secretario de la Junta Revolucionaria de Alicante. Después fue nombrado regidor del ayuntamiento provisional de Alicante y comandante de la milicia cívica Voluntarios de la Libertad. Fue elegido alcalde de Alicante en las primeras elecciones por sufragio universal masculino, y diputado por el distrito de Alicante en las elecciones de 1869. Poco después fue uno de los organizadores en Alicante del Partido Republicano Federal. 
Desde su cargo a la alcaldía se preocupó por los problemas locales como el déficit fiscal, la demolición de las murallas y la mejora de servicios públicos. Organizó una Junta de Socorro durante la epidemia de fiebre amarilla de 1870. Desde su escaño, a la vez, fue uno de los impulsores de la Declaración de la Prensa a favor del unitarismo republicano y se negó al insurreccionalismo cantonalista. Fundó los diarios El derecho y el deber (1869) y La República Española (1870). A la vez, fue concesionario del ferrocarril Alicante-Alcoy en 1870.
Fue elegido nuevamente diputado por Alicante en las elecciones generales de España de abril de 1872 y en las 1873. Fue ministro de estado (28 de junio-18 de julio de 1873) bajo el gobierno de Francisco Pi y Margall, y ministro de gobernación bajo los gobiernos de Nicolás Salmerón (19 de julio-4 de septiembre de 1873) y Emilio Castelar (8 de agosto de 1873-3 de enero de 1874). Destacó por la dura represión del movimiento cantonalista y de los insurrectos carlistas.
Una vez tuvo lugar la restauración borbónica, organizó en Alicante el Partido Republicano Posibilista y el diario El Graduador. Fue elegido diputado por Alicante en las elecciones generales de España de 1879, 1881 y 1886, gracias a sus buenas relaciones (eran cuñados) con el cacique conservador José María Santonja Almela. En 1876 ingresó en la francmasonería, en concreto, en la logia Alona n.º 44 de Alicante, alcanzando el grado 33 con su nombre simbólico, Pericles. Fue gran comendador del Supremo Consejo Grado 33 del Rito Escocés Antiguo y Aceptado (REAA).
De 1877 a 1881 fue presidente del consejo de Administración de la Caja de Ahorros de Alicante, posteriormente conocida como la, ya desaparecida, CAM. En 1885 se estableció definitivamente en Madrid y dirigió el diario El Globo, desde donde defendería las tesis posibilistas de Emilio Castelar. En 1883 también fue presidente del Sindicato de Riegos de la Huerta de Alicante. 
Murió en Madrid, en 1890 debido a una neumonía.

## Otras actividades
Escribió varios estudios sobre Derecho mercantil.
Fue accionista de la Institución Libre de Enseñanza.

## Reconocimientos

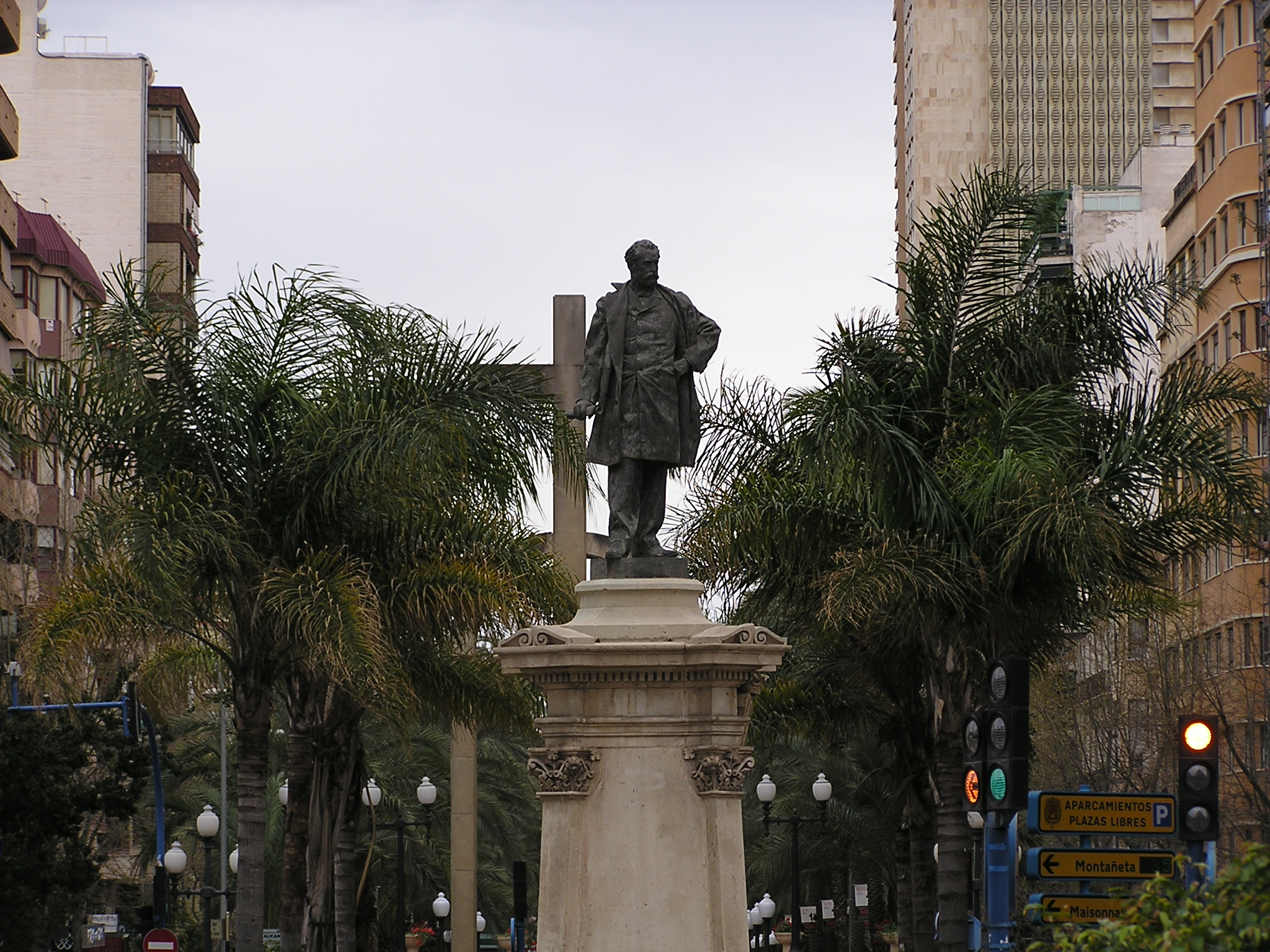
Monumento a Maisonnave en Alicante

En 1890 el Ayuntamiento de Alicante decide rebautizar la Alameda de San Francisco con el nombre del político alicantino, pasando a llamarse avenida Maisonnave. Otras localidades alicantinas como San Juan de Alicante, Novelda o Biar tienen vías urbanas dedicadas al ilustre Maisonnave.
A escasos metros del comienzo de la avenida alicantina se encuentra una estatua con su figura, construida en bronce por Vicente Bañuls y con un pedestal hecho por el arquitecto alicantino José Guardiola Picó. Esta estatua se inauguró en 1895. A mediados de los años 30 del siglo XX, la estatua se trasladó al interior de la plaza del 14 de abril, hoy denominada plaza de Calvo Sotelo. Recientemente ha sido restaurada y trasladada al inicio de su avenida, la avenida de Maisonnave.